# Крістіна Гендрікс
Крісті́на Рене́ Ге́ндрікс (англ. Christina Rene Hendricks; нар. 3 травня 1975, Ноксвілл, Теннессі, США) — американська акторка та комікеса.

## Життєпис
Народилася в Ноксвіллі, США, в родині психологині Джекі та співробітника Лісового господарства США Роберта родом із Бірмінгема. В підліткові роки з родиною переїхала з маленького містечка Твін Фоллз в Ферфакс, де і закінчила школу.
Має подвійне громадянство: американське та британське.

## Кар'єра
Гендрікс розпочала акторську діяльність з невеличких ролей у телесеріалах. Постійну роль отримала у 2000 у комедійно-драматичному серіалі «Жебраки і виборці». У телефільмі «Голод» втілила одну з двох дочок, у якої була харчова залежність. 
У 2004—2005 виконувала роль однієї з ключових персонажів серіалу «Кевін Гілл». Успішно зіграла в американському телесеріалі «Божевільні»: роль секретарки Джоан принесла їй нагороду Гільдії кіноакторів США. У стрічці «Драйв» зіграла разом з Раяном Гослінгом, а у 2014 знялась у його стрічці «Загублена річка». Наступного року виконала одну із ролей у фільмах «Темні таємниці».
У 2016 вийшло три стрічки з Крістіною Гендрікс: «Зразковий самець 2», «Неоновий демон», «Поганий Санта 2».

## Особисте життя
У 2016 році одружилася з американським актором Джеффрі Арендом.

## Фільмографія

### Фільми
| Рік  | Назва                               | Оригінальна назва            | Роль            | Примітки  |
| ---- | ----------------------------------- | ---------------------------- | --------------- | --------- |
| 1999 |                                     | Sorority                     | Фон             | телефільм |
| 2002 | «Успіх»                             | The Big Time                 | Одрі Драммонд   | телефільм |
| 2003 | «Голод»                             | Hunger Point                 | Френні Гантер   | телефільм |
| 2007 |                                     | La Cucina                    | Лілі            |           |
| 2007 |                                     | South of Pico                | Анжела          |           |
| 2010 |                                     | Reonī                        | Кетрін          |           |
| 2010 | «Життя як воно є»                   | Life as We Know It           | Аллісон Новак   |           |
| 2011 | «Сімейне дерево»                    | The Family Tree              | Алісія          |           |
| 2011 | «Надновий Супермен»                 | All-Star Superman            | Луїс Лейн       | озвучення |
| 2011 | «Учитель на заміну»                 | Detachment                   | Сара Медісон    |           |
| 2011 | «Драйв»                             | Drive                        | Бланш           |           |
| 2011 | «Я не знаю, як вона це робить»      | I Don't Know How She Does It | Еллісон         |           |
| 2012 | «Джинджер і Роза»                   | Ginger & Rosa                | Наталі          |           |
| 2013 | «Удар блискавки»                    | Struck By Lightning          | Епріл           |           |
| 2013 | «Зі схилів Кокуріко»                | コクリコ坂から               | Саорі Макімура  | озвучення |
| 2014 | «Божа кишеня»                       | God's Pocket                 | Дженні Скарпато |           |
| 2014 | «Феї: Таємниця піратського острова» | The Pirate Fairy             | Заріна          | озвучення |
| 2014 | «Загублена річка»                   | Lost River                   | Біллі           |           |
| 2015 | «Темні таємниці»                    | Dark Places                  | Патті Дей       |           |
| 2016 | «Зразковий самець 2»                | Zoolander 2                  | спокусниця      |           |
| 2016 | «Неоновий демон»                    | The Neon Demon               | Роберта Гоффман |           |
| 2016 | «Поганий Санта 2»                   | Bad Santa 2                  | Даян            |           |
| 2017 | «Махач вчителів»                    | Fist Fight                   | місс Монет      |           |
| 2017 | «Кривий будиночок»                  | Crooked House                | Бренда          |           |
| 2018 | «Незнайомці: Жорстокі ігри»         | The Strangers: Prey at Night | Сінді           |           |
| 2018 | «Американська жінка»                | American Woman               | Кетрін          |           |
| 2019 | «Історія іграшок 4»                 | Toy Story 4                  | Ґабі Ґабі       | озвучення |
| 2020 | «Скубі-Ду»                          | Scoob!                       | офіцерка Джафф  | озвучення |

### Серіали
| Рік       | Назва                           | Оригінальна назва         | Роль                         | Примітки            |
| --------- | ------------------------------- | ------------------------- | ---------------------------- | ------------------- |
| 1999      | «Факультет»                     | Undressed                 | Ріаннон                      | 4 епізоди           |
| 2000      | «Ангел»                         | Angel                     | дівчина                      | 1 епізод            |
| 2000–2001 | «Жебраки і виборці »            | Beggars and Choosers      | Келлі Крамер                 | 19 епізодів         |
| 2001      | «Крадії»                        | Thieves                   | Санді                        | 1 епізод            |
| 2002      | «Швидка допомога»               | ER                        | Джойс Вестлейк               | 4 епізоди           |
| 2002      |                                 | The Court                 | Бетсі Тайлер                 | 6 епізодів          |
| 2002–2003 | «Світлячок»                     | Firefly                   | різні ролі                   | 2 епізоди           |
| 2003      | «Сваха»                         | Miss Match                | Сара                         | 1 епізод            |
| 2003      | «Клініка Сан-Франциско »        | Presidio Med              | Клер                         | 1 епізод            |
| 2004      | «Поклик Тру»                    | Tru Calling               | Алісса                       | 1 епізод            |
| 2004–2005 | «Кевін Гілл»                    | Kevin Hill                | Ніколетт Рей                 | 22 епізоди          |
| 2005      | «Детектив Раш»                  | Cold Case                 | Естер Девіс                  | 1 епізод            |
| 2006      | «Джейк вчера, сьогодні, завтра» | Jake in Progress          | Таня                         | 4 епізоди           |
| 2006      | «Лас-Вегас»                     | Las Vegas                 | Конні                        | 1 епізод            |
| 2006      | «Без сліду»                     | Without a Trace           | Рейчел Гібсон                | 1 епізод            |
| 2007      | «Дев'ять місяців із життя»      | Notes from the Underbelly | Голлі                        | 1 епізод            |
| 2007–2008 | «Життя як вирок»                | Life                      | Олівія Кантон                | 4 епізоди           |
| 2007–2015 | «Божевільні»                    | Mad Men                   | Джоан Голловей               | 80 епізодів         |
| 2011      | «Тіло як доказ»                 | Body of Proof             | Карен Ашер                   | 1 епізод            |
| 2011      | «Американський тато!»           | American Dad!             | Нейден                       | озвучення; 1 епізод |
| 2015-2016 | «Ті самі дні» («Інший час»)     | Another Period            | Селін                        | 17 епізодів         |
| 2015      | «Рік і Морті»                   | Rick and Morty            | Юніті                        | озвучення; 1 епізод |
| 2016      | «Геп і Леонард»                 | Hap and Leonard           | Труді                        | 6 епізодів          |
| 2017      |                                 | Tin Star                  |                              |                     |
| 2018-2021 | «Хороші дівчата»                | Good Girl                 | Елізабет Боланд              |                     |
| 2020-2021 | «Нетутешні»                     | Solar Opposites           | Чері                         | озвучення           |
| 2023—     | «Мисливиці»                     | The Buccaneers            | Патрісія «Петті» Сент-Джордж | 7 епізодів          |